# Attila Juhász
Attila Juhász (20 de julio de 1972) es un deportista húngaro que compitió en esgrima, especialista en la modalidad de florete.
Ganó dos medallas en el Campeonato Europeo de Esgrima, plata en 2003 y bronce en 2001.

## Palmarés internacional
| Campeonato Europeo | Campeonato Europeo  | Campeonato Europeo | Campeonato Europeo  |
| Año                | Lugar               | Medalla            | Prueba              |
| ------------------ | ------------------- | ------------------ | ------------------- |
| 2001               | Coblenza (Alemania) | Medalla de bronce  | Florete individual  |
| 2003               | Bourges (Francia)   | Medalla de plata   | Florete por equipos |